# فلک تدویر

مسیر حرکت سیاره در نظام زمین مرکزی بطلمیوس

فلک تدویر، در نظام بطلمیوسی به دایره‌ای فرضی گفته می‌شود که مرکزش روی مدار فرضی سیاره قرار دارد و سیاره روی آن نیز حرکت می‌کند. مفهوم فلک تدویر برای رفع اشکال مدل زمین‌مرکزی بطلمیوسی ابداع شد که در توضیح حرکات رجوعی سیاره‌ها ناتوان بود.

## پیوند ها
- نیکلاس کوپرنیک
- رنسانس
- نظریه مرکزیت کوپرنیک